# Porrhomma hakusanense
Porrhomma hakusanense är en spindelart som beskrevs av Ryoji Oi 1964. Porrhomma hakusanense ingår i släktet Porrhomma och familjen täckvävarspindlar. Inga underarter finns listade i Catalogue of Life.